# Langendorf (Suíça)
Langendorf é uma comuna da Suíça, situada no distrito de Lebern, no cantão de Soleura. Tem 1,93 km² de área e sua população em 2018 foi estimada em 3.781 habitantes.